# Eleição municipal do Recife em 2000
A eleição municipal do Recife realizou-se em 1 de outubro de 2000, como parte das eleições nos 26 estados brasileiros, para a eleição de um prefeito, um vice-prefeito e mais 41 vereadores.
Seis candidatos concorreram à prefeitura da capital de Pernambuco, e a vitória no primeiro turno coube ao prefeito e candidato à reeleição Roberto Magalhães, do PFL, que superou João Paulo, do PT, por pouco menos de 100 mil votos. No segundo turno, João Paulo venceu Roberto Magalhães por 5.835 votos (382.988, contra 377.153), e governou a cidade pelo período de 1º de janeiro de 2001 a 31 de dezembro de 2004.

## Campanha
Após uma campanha conturbada, em que João Paulo era considerado uma “zebra”, a vitória do petista representou uma nova fase na política do estado, uma “verdadeira onda vermelha” invadiu Recife.
Em entrevista recente, João Paulo relembra o seu trajeto político e afirma que sua vitória não foi sorte. “Não foi fruto do acaso nem zebra. Foi fruto de uma estratégia bem montada, bem estudada e planejada.”

## Candidatos a prefeito
| Número | Número | Candidato(a) a prefeito | Candidato(a) a prefeito                                    | Candidato(a) a vice-prefeito | Candidato(a) a vice-prefeito                               | Coligação |
| ------ | ------ | ----------------------- | ---------------------------------------------------------- | ---------------------------- | ---------------------------------------------------------- | --- |
|        | 23     |                         | Carlos Wilson (PPS) Carlos Wilson Rocha de Queirós Campos' |                              | Dilton da Conti (PSB) Dilton da Conti Oliveira             | "Frente de Oposição Recife Melhor" - Partido Popular Socialista (PPS) - Partido Socialista Brasileiro (PSB) - Partido Trabalhista Brasileiro (PTB) |
|        | 31     |                         | Fred Brandt (PHS) Frederico Teixeira Brandt                |                              | Cherbel Nader (PHS) Cherbel Nader                          | Partido não coligado - Partido Humanista da Solidariedade (PHS) |
|        | 13     |                         | João Paulo (PT) João Paulo Lima e Silva                    |                              | Luciano Siqueira (PCdoB) Luciano Roberto Rosas de Siqueira | "Frente de Esquerda do Recife" - Partido dos Trabalhadores (PT) - Partido Geral dos Trabalhadores (PGT) - Partido Comunista Brasileiro (PCB) - Partido Comunista do Brasil (PCdoB) |
|        | 16     |                         | Pantaleão (PSTU) José Carlos Pantaleão da Silva            |                              | Kátia Telles (PSTU) Kátia Maria da Silva Telles            | Partido não coligado - Partido Socialista dos Trabalhadores Unificado (PSTU) |
|        | 25     |                         | Roberto Magalhães (PFL) Roberto Magalhães Melo             |                              | Sérgio Guerra (PSDB) Severino Sérgio Estelita Guerra       | "União Pelo Recife" - Partido Progressista Brasileiro (PPB) - Partido do Movimento Democrático Brasileiro (PMDB) - Partido da Social Democracia Brasileira (PSDB) - Partido Renovador Trabalhista Brasileiro (PRTB) - Partido Social Cristão (PSC) - Partido Social Liberal (PSL) - Partido da Frente Liberal (PFL) - Partido Social Democrático (PSD) - Partido Verde (PV) - Partido Social Trabalhista (PST) - Partido Social Democrata Cristão (PSDC) - Partido Republicano Progressista (PRP) - Partido Trabalhista Nacional (PTN) |
|        | 12     |                         | Vicente André Gomes (PDT) Vicente Manoel Leite André Gomes |                              | Alberto Salazar (PDT) Alberto Neves Salazar                | "Força Popular Pelo Recife" - Partido Democrático Trabalhista (PDT) - Partido da Mobilização Nacional (PMN) - Partido Trabalhista do Brasil (PTdoB) - Partido dos Aposentados da Nação (PAN) |

## Resultados

### Prefeito
| 1º Turno 1 de outubro de 2000 | 1º Turno 1 de outubro de 2000 | 1º Turno 1 de outubro de 2000 | 1º Turno 1 de outubro de 2000 |
| Candidato(a)                  | Vice                          | Votação                       | Votação                       |
| Candidato(a)                  | Vice                          | Total                         | Porcentagem                   |
| ----------------------------- | ----------------------------- | ----------------------------- | ----------------------------- |
| Roberto Magalhães (PFL)       | Sérgio Guerra (PSDB)          | 345.915                       | 49,42%                        |
| João Paulo (PT)               | Luciano Siqueira (PCdoB)      | 249.282                       | 35,62%                        |
| Carlos Wilson (PPS)           | Dilton da Conti (PSB)         | 76.199                        | 10,89%                        |
| Vicente André Gomes (PDT)     | Alberto Salazar (PDT)         | 23.646                        | 3,38%                         |
| Pantaleão (PSTU)              | Kátia Telles (PSTU)           | 2.750                         | 0,39%                         |
| Fred Brandt (PHS)             | Cherbel Nader (PHS)           | 2.102                         | 0,30%                         |
| Total de votos válidos        | Total de votos válidos        | 699.894                       | 100,00%                       |
| Votos apurados                |                               |                               |                               |
| Votos válidos                 | Votos válidos                 | 699.894                       | 87,82%                        |
| Votos em branco               | Votos em branco               | 43.052                        | 5,40%                         |
| Votos nulos                   | Votos nulos                   | 53.990                        | 6,78%                         |
| Total de votos apurados       | Total de votos apurados       | 796.936                       | 100,00%                       |
| Eleitores                     |                               |                               |                               |
| Comparecimento                | Comparecimento                | 796.936                       | 83,68%                        |
| Abstenções                    | Abstenções                    | 155.457                       | 16,32%                        |
| Total de eleitores            | Total de eleitores            | 952.393                       | 100,00%                       |